# 和田川 (静岡市)
和田川（わだがわ）は、静岡県静岡市清水区を流れる準用河川。
共に庵原山地を源とする山原川と塩田川（両河川の距離は最大でも2 km未満）に挟まれた土地を流域とする。

## 地理
清水区梅ケ谷の国光寺池付近を源とし、真珠院の脇を南へ流下する。 
東名高速道路の北200 mの地点で、蜂ヶ谷方面から流れてくる谷津川が合流する。 
また清水第六中学校の西側で、押切方面から流れてくる一丁田川とも合流する。 
その後県道67号（通称北街道）の下をくぐったところで右岸から大内川が合流し、清水警察署のすぐ脇で巴川に注ぐ。 

## 治水対策
前述のとおり、和田川流域は山原川と塩田川に挟まれており、豪雨でいずれかの河川が溢れた際には一帯が浸水しやすい地形を持つ。 
そこで水害の軽減策として、押切北遊水地（清水高部東小学校の西側）、押切南遊水地（清水第六中学校の西側）、能島遊水地（和田川と大内川の合流点）、大内新田の遊水地が整備されているほか、付近の小中学校のグラウンドにも遊水地機能が与えられている。 

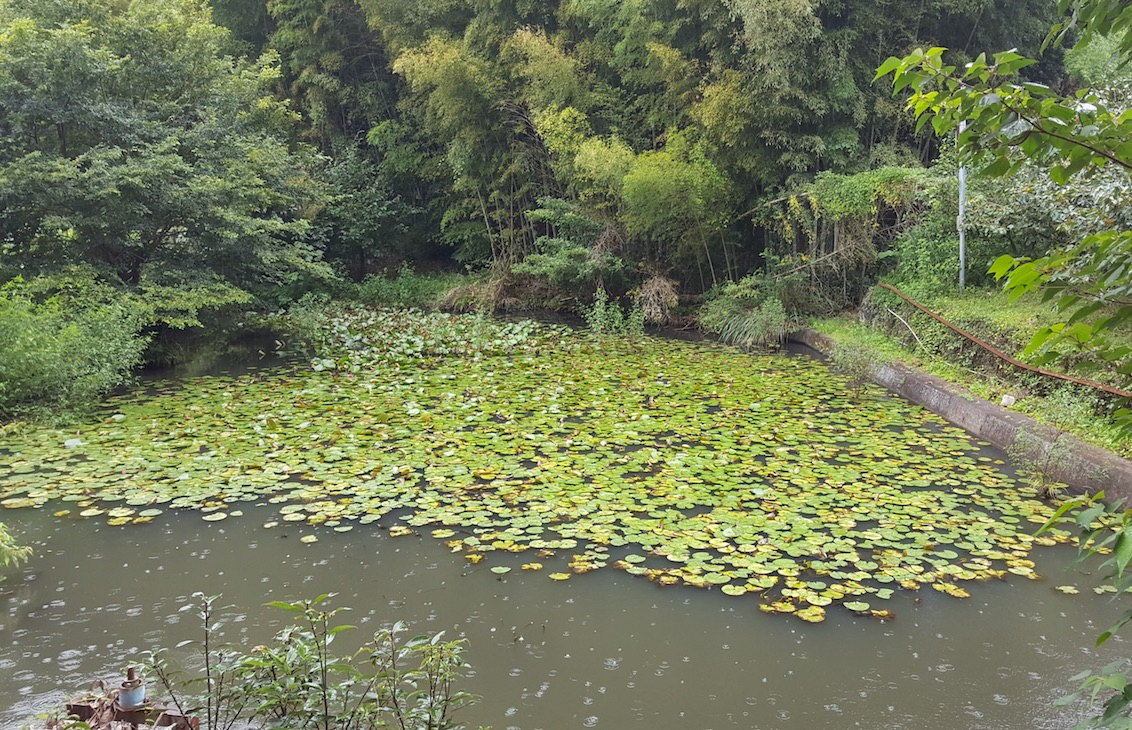
国光寺池（清水区梅ケ谷）
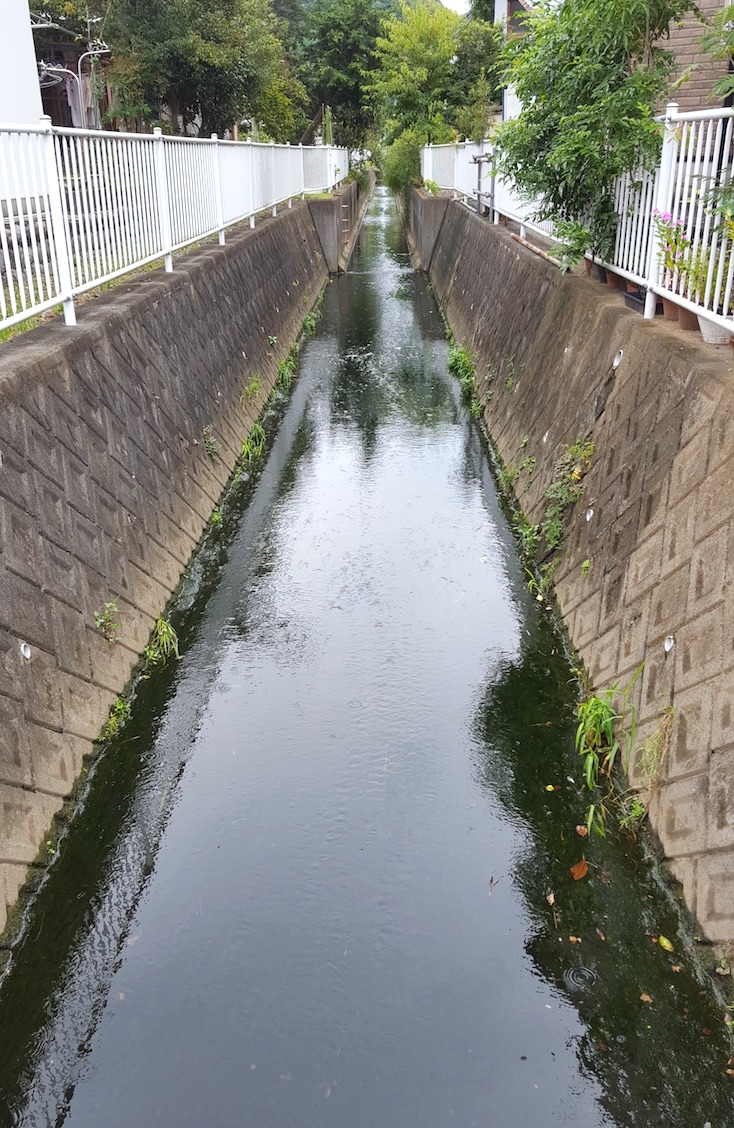
谷津川（和田川との合流点付近＝清水区石川）
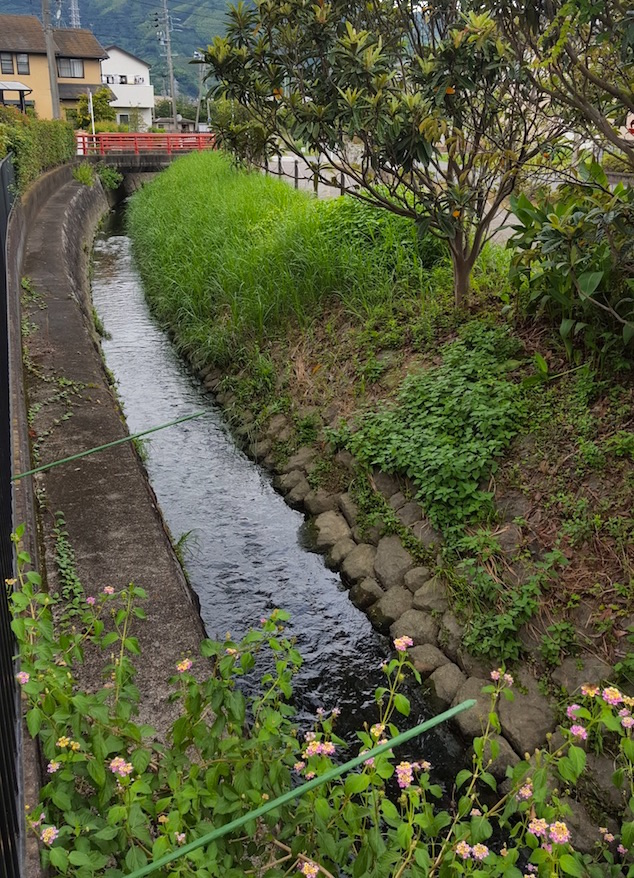
一丁田川中流（清水区押切）
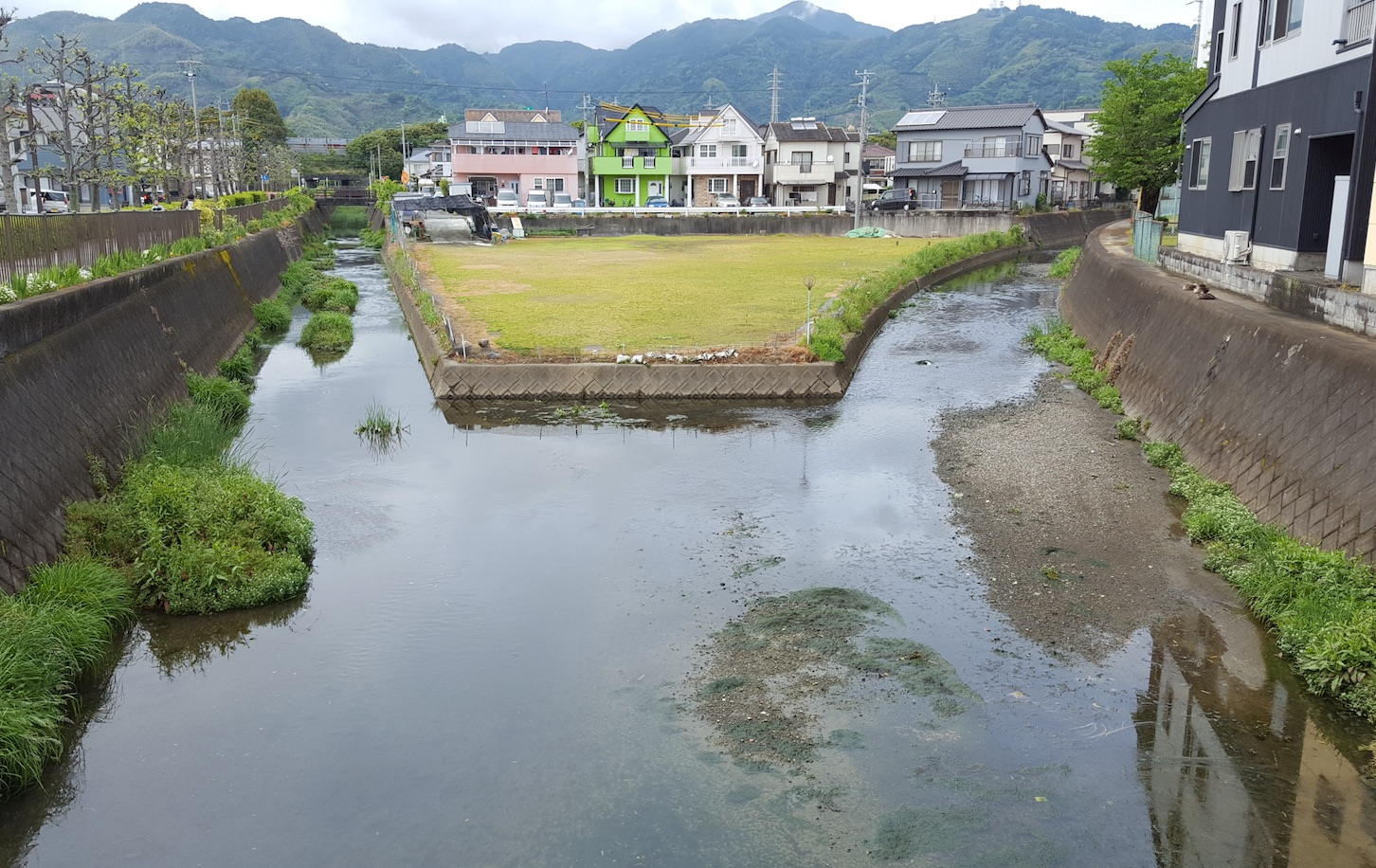
和田川・一丁田川の合流点（清水区石川新町）
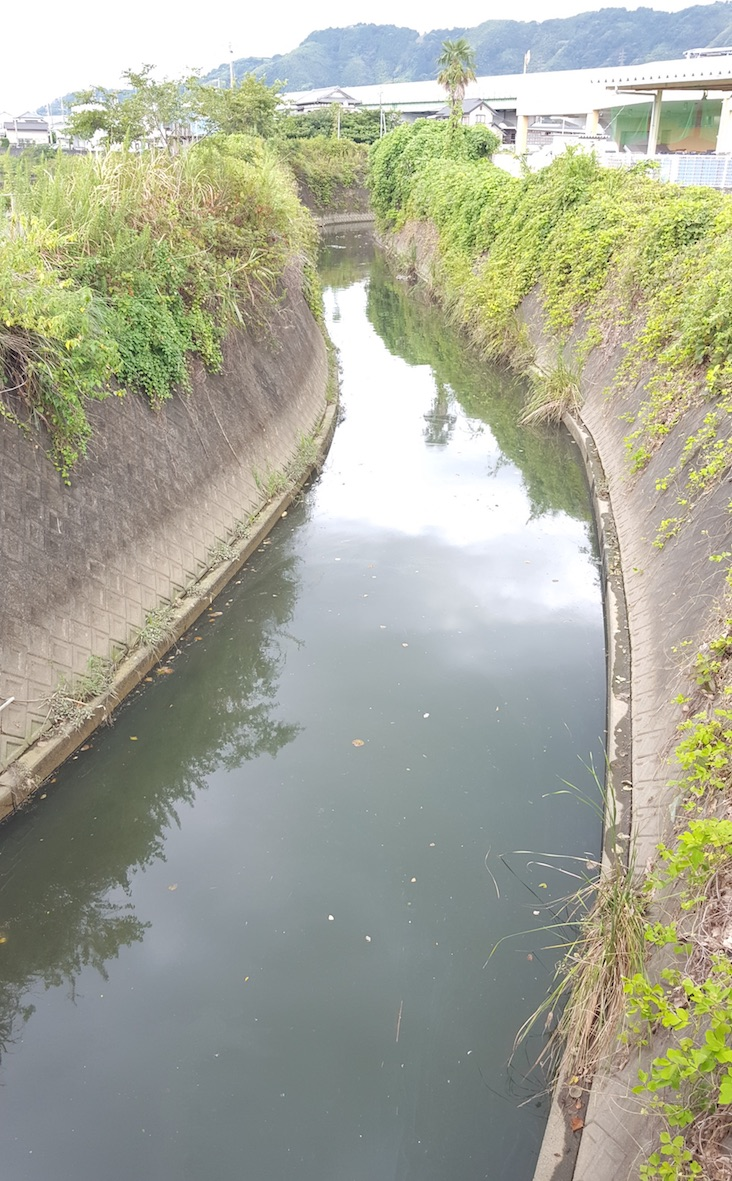
和田川下流（巴川との合流点付近＝清水区天王南）
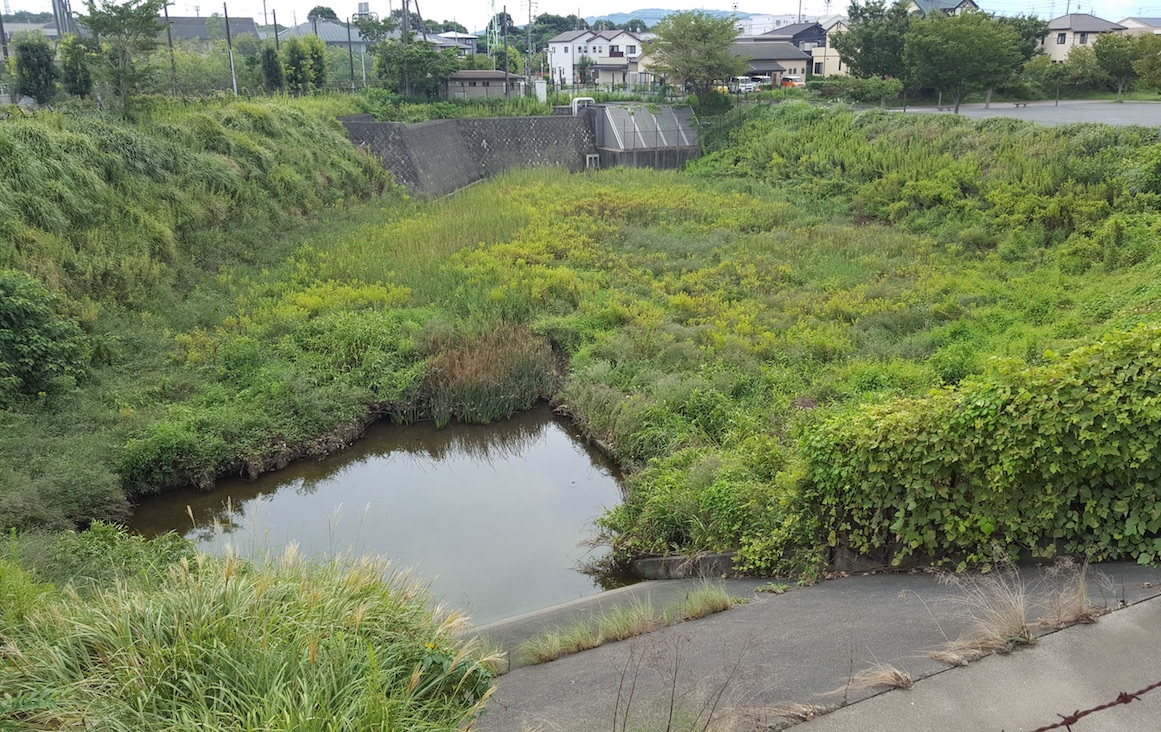
押切北遊水地（清水区押切）
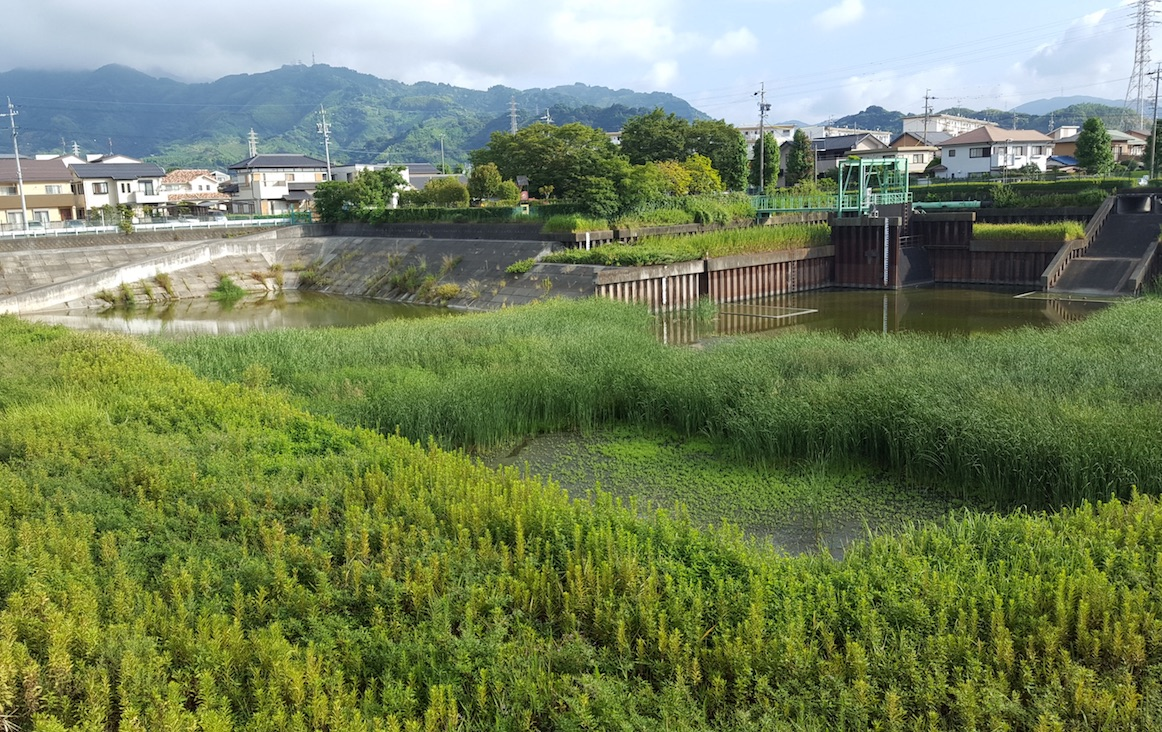
押切南遊水地（清水区押切）
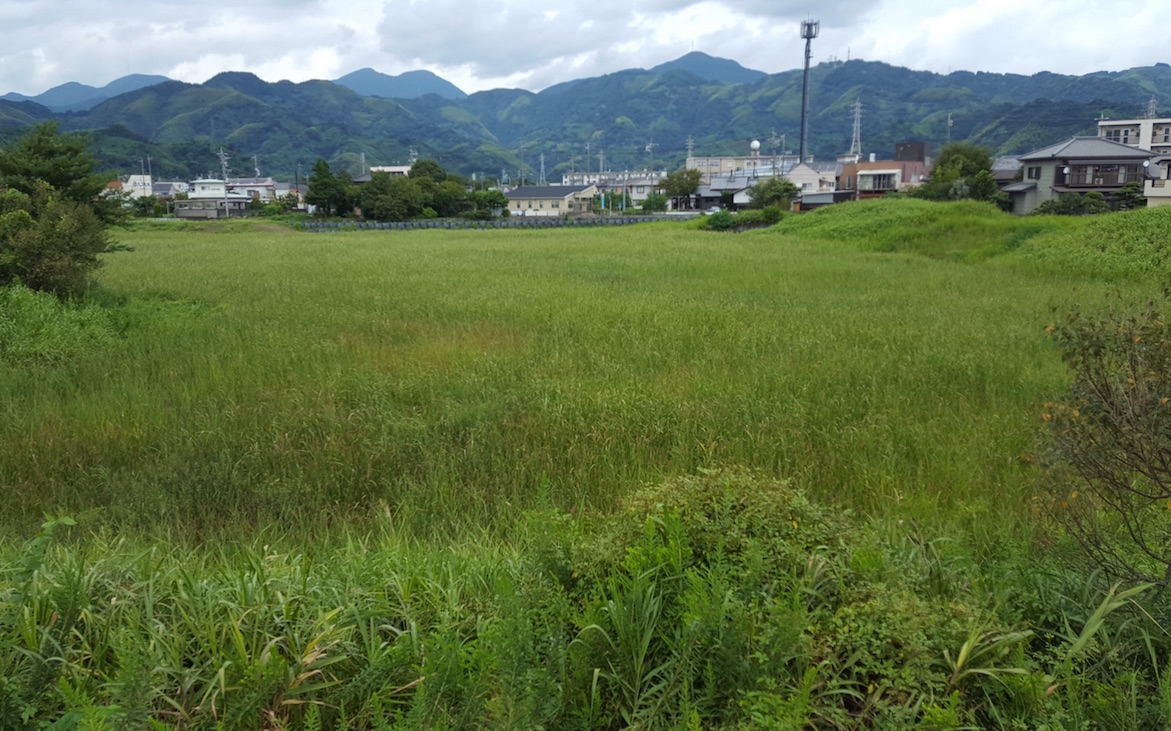
能島遊水地（清水区北脇新田）
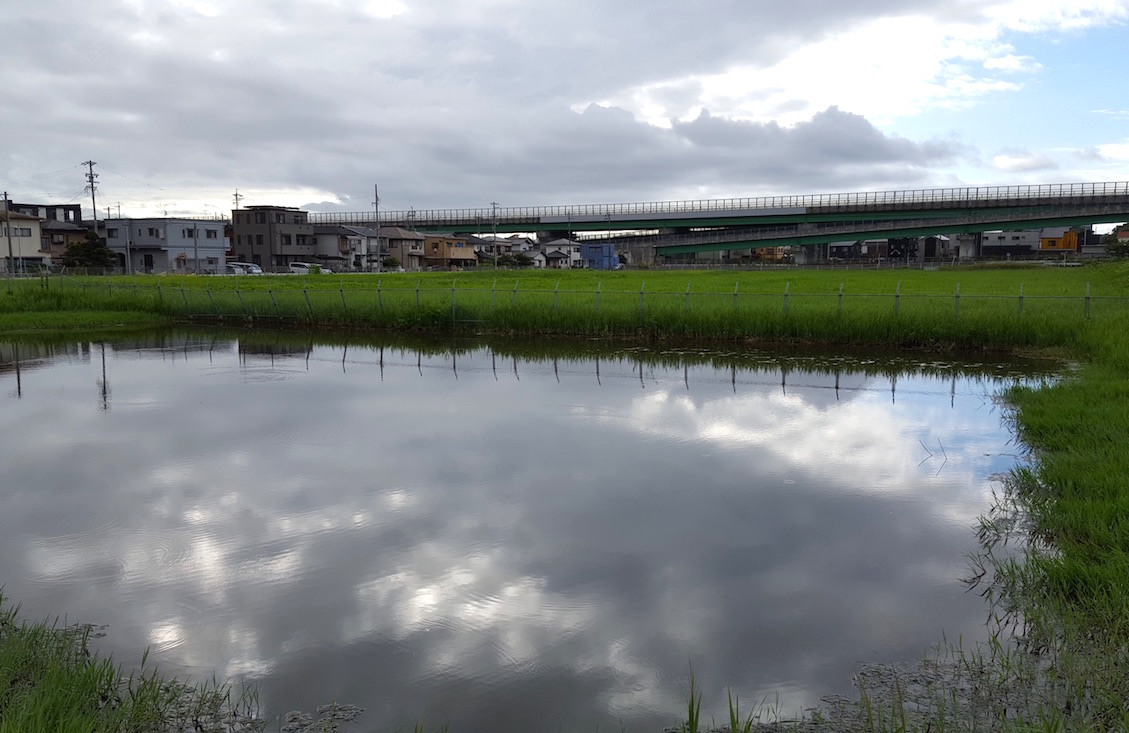
大内新田の貯水池（清水区大内新田）